# Millard Webb
Millard Webb (Clay City, 6 dicembre 1893 – Los Angeles, 21 aprile 1935) è stato un regista, sceneggiatore e attore statunitense.

## Biografia
Nato nel Kentucky, si trasferì in California per lavorare nel mondo del cinema, firmando i suoi film con i nomi di M.L.F. Webb, Millard K. Webb, Millard L. Webb.
Nel corso della sua carriera ha girato come regista una ventina di pellicole dal 1920 al 1933, lavorando anche come aiuto regista, direttore della fotografia, attore e sceneggiatore.

## Filmografia

### Regista
- The Fighting Shepherdess (1920)
- Oliver Twist, Jr. (1921)
- Hearts of Youth, co-regia di Tom Miranda (1921)
- Where's My Wandering Boy Tonight?, co-regia di James P. Hogan (1922)
- Her Marriage Vow (1924)
- The Dark Swan (1924)
- My Wife and I (1925)
- The Golden Cocoon (1925)
- Il mostro del mare (Thea Sea Beast) (1926)
- La stella del Royal Palace (An Affair of the Follies) (1927)
- The Love Thrill (1927)
- Biricchina ma simpatica (Naughty But Nice) (1927)
- L'atleta innamorato (The Drop Kick) (1927)
- Grand Hotel Meublè (Honeymoon Flats) (1928)
- Gentlemen of the Press (1929)
- La favorita di Broadway (The Painted Angel) (1929)
- Glorifying the American Girl, co-regia di John W. Harkrider (1929)
- Caviglie d'oro (Her Golden Calf) (1930)
- L'ultimo addio (The Happy Ending) (1931)
- The Woman Who Dared (1933)

### Attore
- The Little School Ma'am, regia di Chester M. Franklin, Sidney Franklin (1916)
- Douglas Fairbanks nella luna (Reaching for the Moon), regia di John Emerson (1917)
- Molly of the Follies, regia di Edward Sloman (1919)

### Sceneggiatore
- Hearts of Youth, regia di Tom Miranda e Millard Webb (1921)
- Where the North Begins, regia di Chester M. Franklin (1923)
- Tiger Rose, regia di Sidney Franklin (1923)
- Her Marriage Vow, regia di Millard Webb (1924)
- My Wife and I, regia di Millard Webb (1925)
- The Love Thrill, regia di Millard Webb (1927)
- Glorifying the American Girl, regia di John W. Harkrider e Millard Webb (1929)

### Aiuto regia
- I sette angeli di Ketty (Let Katie Do It), regia di C.M. Franklin e S.A. Franklin (1916)
- The Children in the House, regia di Chester M. Franklin, Sidney Franklin (1916)
- Going Straight, regia di Chester M. Franklin e Sidney Franklin (1916)
- The Little School Ma'am, regia di Chester M. Franklin, Sidney Franklin (1916)
- Il fanciullo del West (The Man from Painted Post), regia di Joseph Henabery (1917)
- The Teeth of the Tiger, regia di Chester Withey (1919)
- The Inferior Sex, regia di Joseph Henabery (1920)
- East Is West, regia di Sidney Franklin (1922)

### Direttore della fotografia
- The Dark Swan, regia di Millard Webb (1924)